# 阿蓮里
阿蓮里位於台灣高雄市阿蓮區，阿蓮里面積2.09平方公里，截至2023年10月底人口有5,626人，為整個阿蓮區人口最多的一個里，人口密度為每平方公里2786.6人。